# نصرت رحمانی
نصرت رحمانی (زاده ۱۰ اسفند ۱۳۰۸ در تهران – درگذشته ۲۷ خرداد ۱۳۷۹ در رشت)، یکی از شاعران معاصر نوگرا اهل ایران بود.

## کودکی و نوجوانی
نصرت رحمانی، فرزند اسدالله رحمانی (مکانیک خودرویی که به ادبیات کلاسیک ایران علاقه داشت) و فاطمه میرزاخانی بود. دوره ابتدایی و متوسطه را در مدارس ناصرخسرو و ادیب به پایان رساند و پس از کارآموزی کوتاه‌مدت در یک استودیوی نقاشی، در سال ۱۳۲۵ وارد مدرسه پست و تلگراف شد. مدیر این مدرسه در آن زمان، شاعری برجسته به نام پژمان بختیاری بود که پس از پی‌بردن به استعداد ادبی رحمانی، او را به‌عنوان دبیر روزنامه مدرسه انتخاب کرد. نصرت رحمانی از سنین پایین شروع به سرودن شعر کرد. اولین شعر او در روزنامه‌ای به نام «شهباز» منتشر شد.

## زندگی حرفه‌ای
رحمانی در سال ۱۳۳۰ به استخدام وزارت پست و تلگراف درآمد اما مدت زیادی در این شغل نماند و برای کسب درآمد به دنبال نوشتن رفت. مدتی برای نشریه «امید ایران» (که در سال ۱۳۲۸ توسط علی‌اکبر صفی‌پور تأسیس شد) و نشریه «سپید و سیاه» (که در سال ۱۳۳۲ توسط علی بهزادی پایه‌گذاری شد) داستان کوتاه می‌نوشت. مدتی مسئول بخش ادبی هفته‌نامه «فردوسی» بود که در سال ۱۳۲۸ توسط نعمت‌الله جهانبانویی تأسیس شده بود. همان‌طور که رحمانی در مقدمه «میعاد در لجن» اشاره کرده، این تجربه‌ها نقش مهمی در آشنایی او با شعر غربی و استفاده او از درون‌مایه‌ها و تصویرسازی‌های غربی داشت.
اولین مجموعه شعر رحمانی به نام «کوچ» در سال ۱۳۳۳ منتشر شد و طی یک سال به چاپ دوم رسید. به‌جز برخی اشعار معدود که با مختصات نیمایی سروده شده بودند، اغلب اشعار این مجموعه قالب چهارپاره داشتند که در آن زمان چندان برای مردم آشنا نبود و تا حدودی گنگ می‌نمود. نیما یوشیج نامه‌ای تشویق‌آمیز خطاب به نصرت رحمانی نوشته بود که در این کتاب گنجانده شده‌است. این مجموعه ستایش چهره‌هایی مانند جلال آل احمد را برانگیخت و حاج‌سیدجوادی نیز رحمانی را به‌خاطر سبک واقع‌گرایانه و تصویرهای صریحش ستود. این مقاله که در اصل در مجله «کاویان» انتشار یافت، بعدها به ویرایش دوم مجموعه «کوچ» افزوده شد. طاهباز رحمانی را فاتح شعر جاری دهه 30 می‌داند که اگر نگوییم نخستین کس، از نخستین کسانی است که در شعر به زندگی روزانه، زندگی کوچه و خیابان نزدیک شده و اشیای عادی و لغات محاوره‌ای را بی‌هیچ تأمل و با رنگی تند از «شهوت» در شعرهایش بکار گرفته و توفیق یافته و گروهی عظیم را دنبال خود کشانیده است.
دومین مجموعه شعر رحمانی «کویر» نام داشت که شامل تعدادی چهارپاره و برخی اشعار در سبک کلاسیک و دو شعر در سبک مدرن نیمایی است. دو کتاب «کوچ» و «کویر» در سال ۱۳۴۹ در یک مجلد با عنوان «کوچ و کویر» به چاپ رسید.
سومین مجموعه شعر رحمانی به نام «ترمه» در سال ۱۳۳۶ انتشار یافت. این مجموعه هرچند دارای چندین غزل، چهارپاره و دو بیتی بود، اما گرایش فزاینده شاعر نسبت به شعر نیمایی را نشان می‌داد. طی سال‌های ۱۳۳۸ تا ۱۳۴۱، رحمانی با همکاری حسین شاه‌زیدی و شبنم جهانگیری، در برنامه ادبی هفتگی رادیو ارتش شرکت می‌کرد.
رحمانی در مجموعه شعر «میعاد در لجن» و «حریق باد» (۱۳۵۰) پای‌بندی خود به سبک نیمایی را نشان داد، در حالی‌که در مجموعه‌های بعدی‌اش مانند «شمشیر، معشوقه قلم» (۱۳۶۸)، «پیاله دور دگر زد» (۱۳۶۹) و «بیوه سیاه» (۱۳۸۱) اقتباس‌های آزادتری از سبک نیمایی را انتخاب کرد.
مجموعه «حریق باد» در سال ۱۳۵۰ برنده جایزه شعر تلویزیون ملی ایران شد. طی این سال‌ها، رحمانی با سرویس ادبی مجلات مختلفی از جمله کیهان و زن روز همکاری می‌کرد.

## زندگی شخصی
رحمانی در سال ۱۳۳۹ با پوران شیرازی ازدواج کرد. پسر آنها آرش نام دارد.

رحمانی در سال ۱۳۴۳ با شادان علوی‌مقدم ازدواج کرد که ثمره این ازدواج دختری به نام باران بود. این ازدواج دو سال دوام یافت.

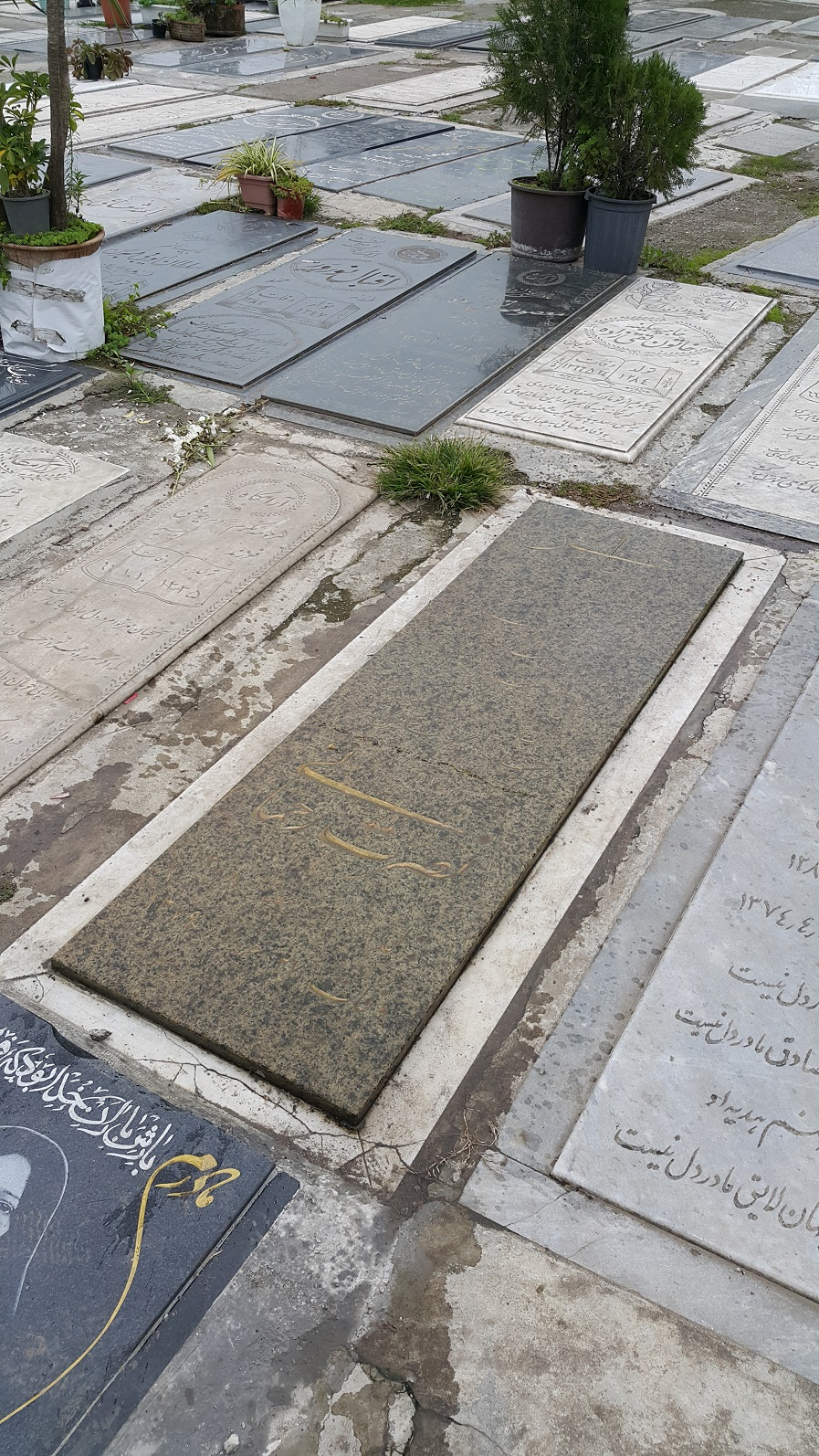
قبر رحمانی در سلیمان داراب

## مرگ
نصرت رحمانی سال‌های آخر عمر خود را در رشت و در کنار همسر اول و پسرش گذراند.
او در ۲۷ خرداد ۱۳۷۹ در رشت درگذشت و در قبرستان سلیمان‌داراب در نزدیکی این شهر به خاک سپرده شد.

## مجموعه اشعار
- کوچ ۱۳۳۳
- کویر ۱۳۳۴
- ترمه ۱۳۳۴
- میعاد در لجن ۱۳۳۶
- حریق باد ۱۳۴۹
- درو
- شمشیر معشوقه قلم
- پیاله دور دگر زد
- در جنگ باد
- مردی که در غبار گم شد

## کتابها
- میعاد در لجن
- کولی وحشی، نشر نگاه.
- نصرت رحمانی، (گفتگو با مهدی آورند در مجموعه تاریخ شفاهی ادبیات معاصر ایران)، نشر ثالث.

## یادکرد
1. ↑  http://www.aftabir.com/news/view/2006/feb/19/c5c1140344995_art_culture_literature_verse.php/نصرت-رحمانی-و-شعرهای-چاپ-نشده
2. ↑  Orand, p. 357.
3. 1 2  Farroḵ-laqā Raḥmāni, [no title], in Orand, ed. , 2009, pp. 21-22.
4. 1 2  Nāṣer Ḥariri, “Goft o šonudi bā Noṣrat Raḥmāni,” in idem, ed. , Darbāreh-ye honar o adabiyāt: goft o šonudi bā Moḥammd ʿAli Sepānlu, Noṣrat Raḥmāni, Moḥammad Ḥosayn Šahryār, Bābol, 1990, pp. 83-114.
5. ↑  Nosrat Rahmani, “Man mirāṯdār-e Hedāyat budam na Nimā,” Ādineh 53, Dey 1369 Š. /January 1991, pp. 16-21.
6. ↑  Ḥāj Sayyed Javādi [no first name], Dabāreh-ye Kuč, 2nd ed. , Tehran, 1955, pp. 9-16.
7. ↑  Kuč, 2nd ed. , 1955, pp. 13-16.
8. ↑  طاهباز، سیروس (۱۳۴۳). «اشاره». آرش (۹): ۱۱۰-۱۰۹.
9. 1 2 3  «RAHMANI, NOSRAT».
10. ↑  The Army Radio; Orand, p. 358, Jahāngiri, p. 297.
11. ↑  https://www.irna.ir/news/83822213/نصرت-رحمانی-شاعر-نوگرا-و-روایتگر-تلخی-های-جامعه
12. ↑  Fayż Šarifi, ʿEšq bar āstāneh: čand o čuni bā Noṣrat Raḥmāni, Shiraz, 2009.